# Ricardo Cabot Durán
Ricardo «Ricky» Cabot Durán (en Catalán: Ricard Cabot i Duran; Barcelona, Cataluña; 6 de noviembre de 1949) es un exjugador internacional de hockey sobre hierba español. Fue medalla de plata en los juegos olímpicos de Moscú 1980.
Es miembro de una destacada saga de jugadores de hockey sobre hierba españoles. Su padre fue Ricardo Cabot Boix y su hermano Javier Cabot.

## Trayectoria
Formado en el Fútbol Club Barcelona, en 1965 fichó por el Real Club de Polo. Con este equipo ganó la liga en seis ocasiones (1970, 1977, 1978, 1980, 1981 y 1982) y la Copa del Rey ocho veces (1970, 1974, 1976, 1979, 1980, 1981, 1982 y 1983). Fue además subcampeón de la Copa de Europa en 1979. Se retiró a los 35 años, siendo capitán del equipo.
Con la selección de España su logro más importante fue una medalla de plata en los Juegos Olímpicos de Moscú 1980.

## Participaciones en Juegos Olímpicos
- Montreal 1976, 6.
- Moscú 1980, plata.
- Los Ángeles 1984, 8.